# Унтергруппенбах
Унтергруппенбах (нем. Untergruppenbach) — община в Германии, в земле Баден-Вюртемберг. 
Подчиняется административному округу Штутгарт. Входит в состав района Хайльбронн. Подчиняется управлению „Шоцах-Боттварталь“.  Население составляет 7861 человек (на 31 декабря 2010 года). Занимает площадь 27,27 км².
Подразделяется на 6 сельских округов.

## Достопримечательности
- Замок Штеттенфельс (XIV в.), принадлежавший в XVI в. семейству Фуггеров
- Старая ратуша (1740 г.), также построенная при Фуггерах
- Новая ратуша, бывший дом священника (конец XVIII в.)
- Евангелическая церковь св. Иоанна
- Католическая церковь св. Стефана
- Бывший ресторан «Роза» (XV в.)

## Фотографии

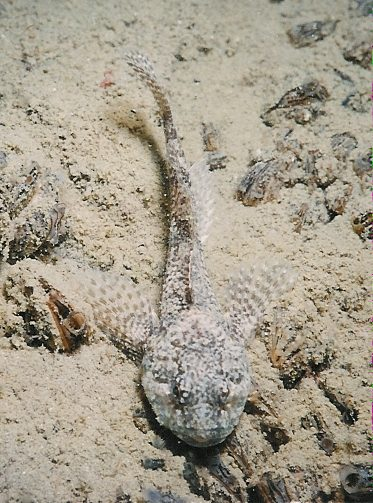
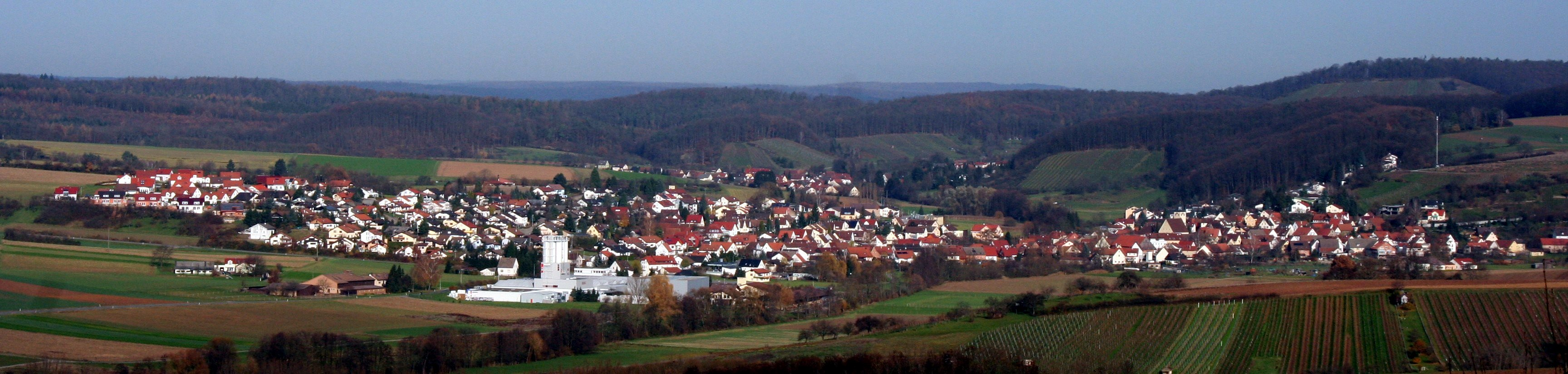
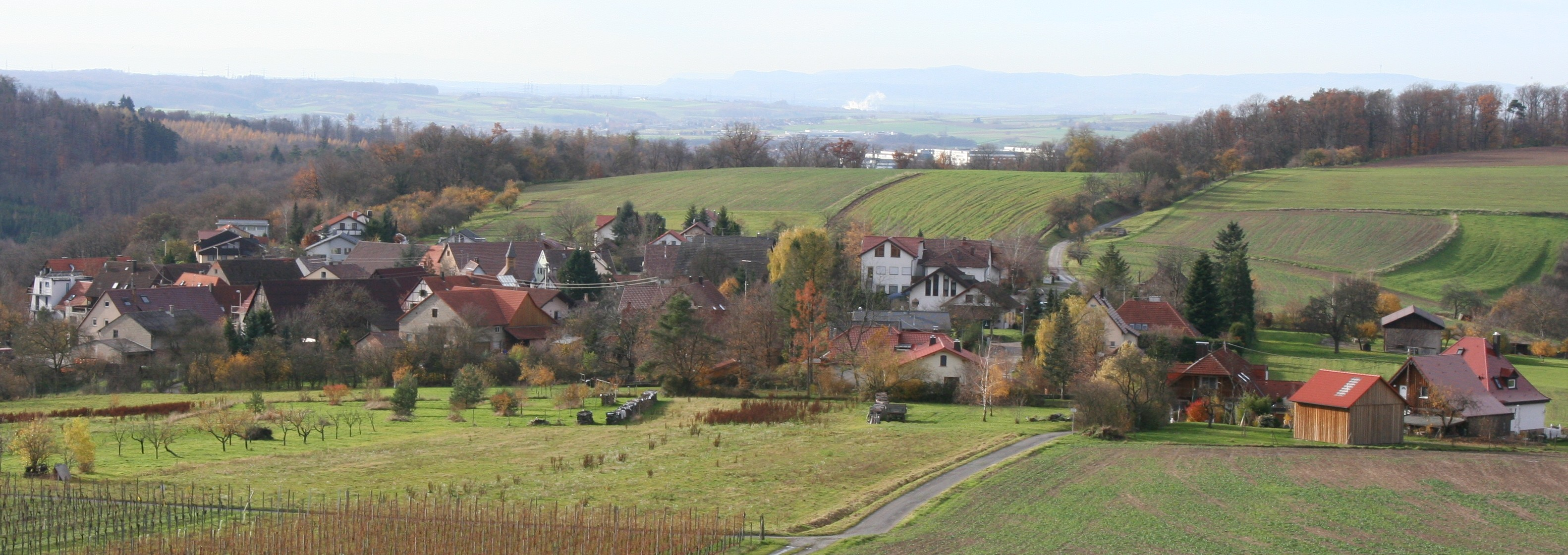
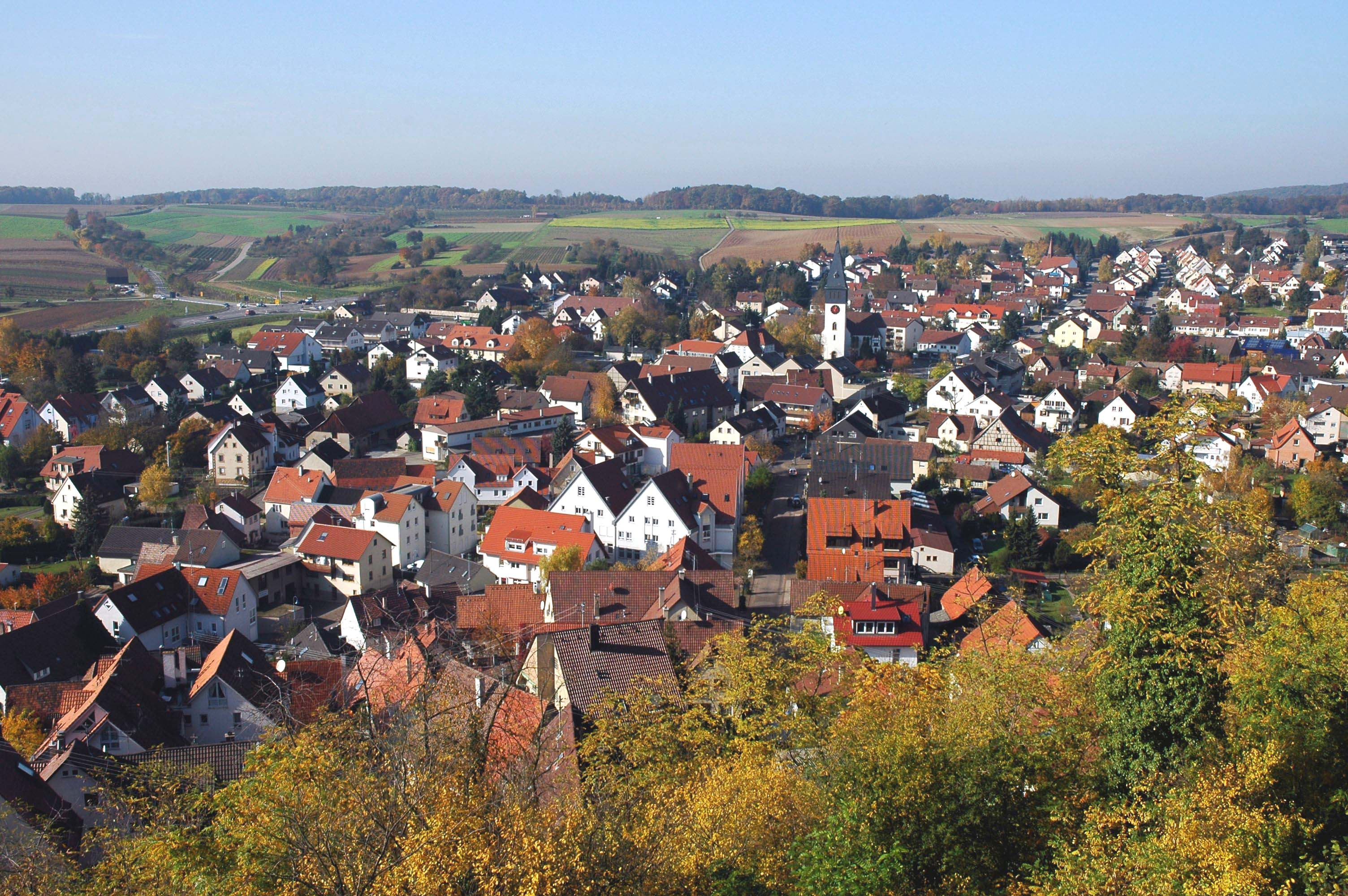
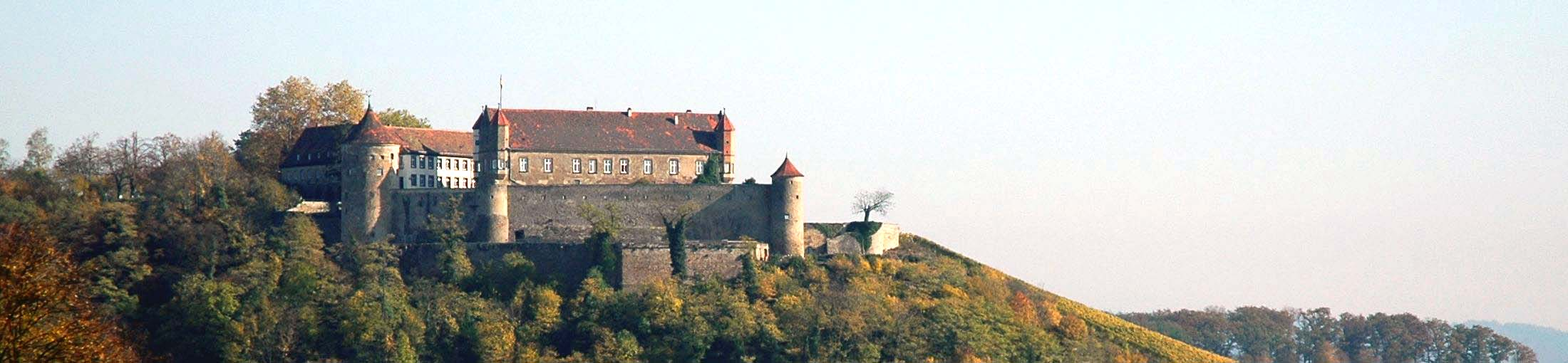
Замок Штеттенфельс
Герб общины Унтергруппенбах